# Tumeochrysa magnifica
Tumeochrysa magnifica är en insektsart som beskrevs av Hölzel 1973. Tumeochrysa magnifica ingår i släktet Tumeochrysa och familjen guldögonsländor. Inga underarter finns listade i Catalogue of Life.